# Johan Rudolph Thorbecke
Johan Rudolph Thorbecke (Zwolle, 14 gennaio 1798 – L'Aia, 4 giugno 1872) è stato un politico olandese, tre volte primo ministro dei Paesi Bassi.

## Biografia
Dopo aver studiato Letteratura classica e Filosofia ad Amsterdam e in Germania gli viene offerta la cattedra di Storia delle Relazioni Internazionali all'Università di Gand.
Nel 1830 a seguito della Rivoluzione belga la città di Gand andò a far parte del neo-indipendente Regno del Belgio e Thorbecke si trasferì all'Università di Leida.

### La carriera politica
Nel 1839 Thorbecke pubblica una critica alla Costituzione olandese in un saggio (intitolato Aanteekening op de grondwet) che presto gli assicura una grande popolarità.
A seguito dei moti del 1848 il re Guglielmo II nomina Thorbecke a capo di un comitato incaricato di rivedere la costituzione.
Le proposte di emendamento di Thorbecke, che limitavano i poteri del sovrano introducendo elezioni dirette e la libertà di religione, vennero approvate dal Parlamento e la nuova Costituzione olandese venne proclamata il 3 novembre 1848.
Nel 1849 Thorbecke viene nominato Ministro degli Interni e de facto primo ministro. Il suo “governo” fu costretto a dimettersi a seguito delle proteste del cosiddetto “Movimento di Aprile” (in lingua olandese Aprilbeweging), un gruppo di protestanti che si opponevano alla reintroduzione delle diocesi cattoliche nel Paese decisa nel 1853 con il breve Ex qua die di papa Pio IX.
Il 31 gennaio 1862 Thorbecke tornò a ricoprire la carica di Ministro degli Interni introducendo nuove riforme sull'istruzione secondaria. Nel 1866 fu nuovamente costretto alle dimissioni a seguito di dissidi in merito all'introduzione del codice penale olandese nelle Indie Orientali Olandesi
Il 4 gennaio 1871 venne nuovamente chiamato alla guida del governo e cercò senza successo di introdurre una riforma dell'esercito. Nel dicembre dello stesso anno si ammalò gravemente. Morirà poco tempo dopo.